# Dommartin, Doubs
Dommartin là một xã trong vùng hành chính Franche-Comté, thuộc tỉnh Doubs, quận Pontarlier, tổng Pontarlier. Tọa độ địa lý của xã là 46° 55' vĩ độ bắc, 06° 18' kinh độ đông. Dommartin nằm trên độ cao trung bình là 806 mét trên mực nước biển, có điểm thấp nhất là 804 mét và điểm cao nhất là 944 mét. Xã có diện tích 6.39 km², dân số vào thời điểm 2004 là 523 người; mật độ dân số là 82 người/km².

## Thông tin nhân khẩu
| 1962 | 1968 | 1975 | 1982 | 1990 | 1999 |
| ---- | ---- | ---- | ---- | ---- | ---- |
| 181  | 210  | 292  | 482  | 466  | 492  |

## Địa điểm tham quan
Nhà thờ Saint-Martin được xây dựng trong thế kỉ thứ 17.